# NGC 1018
NGC 1018 је спирална галаксија у сазвежђу Кит која се налази на NGC листи објеката дубоког неба.
Деклинација објекта је - 9° 32' 39" а ректасцензија 2h 38m 10,3s. Привидна величина (магнитуда) објекта NGC 1018 износи 14,8 а фотографска магнитуда 15,7. NGC 1018 је још познат и под ознакама MCG -2-7-48, PGC 9986.